# 2016-os labdarúgó-Európa-bajnokság (döntő)
A 2016-os labdarúgó-Európa-bajnokság döntőjét 2016. július 10-én, helyi idő szerint 21.00-tól Saint-Denis-ben, a Stade de France-ban játszották.
Az Európa-bajnok indulási jogot szerzett a 2017-es konföderációs kupára.
A mérkőzést Portugália nyerte 1–0-ra, hosszabbítás után, ezzel története során először lett Európa-bajnok.

## Történelmi háttér
Portugália másodszor jutott Eb-döntőbe. A portugálok a 2004-es döntőben, hazai környezetben kaptak ki Görögországtól. Franciaország harmadik alkalommal játszhatott Eb-döntőt, eddig mind a két alkalommal (1984-ben és 2000-ben) megnyerték azt. 1984-ben hazai pályán játszhatták a döntőt.
A rendező ország válogatottja ötödjére jutott a döntőbe. Előzőleg 1964-ben Spanyolország, 1968-ban Olaszország, 1984-ben Franciaország, és 2004-ben Portugália játszhatott döntőt hazai környezetben. De 1960 és 1976 között a legjobb négy közé jutott csapatok közül választották ki a helyszínt, így akkor a házigazdának elég volt egy mérkőzést nyernie a döntőbe jutáshoz. A felsorolt négy eset közül egyedül Portugália nem nyerte meg az Eb-t.
Portugália és Franciaország Eb-n és vb-n összesen három alkalommal találkozott a mérkőzés előtt, 1984-ben, 2000-ben és 2006-ban. Mindhárom alkalommal a franciák nyertek. A barátságos mérkőzéseket is figyelembe véve Portugália utoljára 1975-ben tudott nyerni egy barátságos mérkőzésen.

## Út a döntőig
Az eredmények az adott csapat szempontjából szerepelnek.
| Hely. | Csapat       | M | P |
| ----- | ------------ | - | - |
| 1.    | Magyarország | 3 | 5 |
| 2.    | Izland       | 3 | 5 |
| 3.    | Portugália   | 3 | 3 |
| 4.    | Ausztria     | 3 | 1 |

| Hely. | Csapat            | M | P |
| ----- | ----------------- | - | - |
| 1.    | Franciaország (R) | 3 | 7 |
| 2.    | Svájc             | 3 | 5 |
| 3.    | Albánia           | 3 | 3 |
| 4.    | Románia           | 3 | 1 |

## A mérkőzés
Használt rövidítések (magyar rövidítés – angol rövidítés – poszt):
| - KA – GK – kapus - V – DF – hátvéd - S – SW – söprögető - JV – RB – jobb oldali védő - KV – CB – középső védő - BV – LB – bal oldali védő - JSZV – RWB – jobb szélső védő - BSZV – LWB – bal szélső védő | - KP – MF – középpályás - VKP – DM – védekező középpályás - BKP – LM – bal oldali középpályás - KKP – CM – középső középpályás - JKP – RM – jobb oldali középpályás | - JSZ – RW – jobb szélső - BSZ – LW – bal szélső - TKP – AM – támadó középpályás | - CS – ST, FW – csatár - JCS – RF – jobb oldali csatár - KCS – CF – középső csatár - BCS – LF – bal oldali csatár |

### Összegzés
A 8. percben Payet ütközött Ronaldóval, az eset után Ronaldót ápolni kellett. A 10. percben Rui Patrício védte Griezmann fejesét. A 17. percben Ronaldót levitték a pályáról ápolni, 3 perc múlva visszatért, de a 25. percben lecserélték, Quaresma jött a helyére. A 33. percben Sissoko lövését védte Rui Patrício. A 66. percben egy beadásra tisztán érkezett Griezmann, de 5 méterről fölé fejelte a labdát. A 75. percben Giroud kapott egy indítást a bal oldalon, a lövését a kapus ütötte ki. A 80. percben Nani akarta beadni a labdát jobbról, de a labda veszélyesen tartott a francia kapu felé, amit Lloris ki tudott ütni. A 84. percben Sissoko távolabbi lövését védte a portugál kapus. A rendes játékidő hosszabbításának 2. percében Gignac lőtt kapufát 5 méterről. A rendes játékidőben nem esett gól. A 108. percben Guerreiro szabadrúgásból a felső kapufát találta el. A 109. percben Éder 22 m-es lövése a kapu jobb oldalába került, ezzel Portugália megszerezte a vezetést. A hátralévő időben már nem változott az eredmény, Portugália megnyerte az Európa-bajnokságot.

### Részletek
| 2016. július 10. 21:00 |

| Portugália | 1–0 (h. u.)                 | Franciaország |
| ---------- | --------------------------- | ------------- |
| Éder 109'  | (0–0, 0–0, 0–0) Jegyzőkönyv |               |

| Stade de France, Saint-Denis Nézőszám: 75 868 Játékvezető: Mark Clattenburg (angol) |

| Portugália | Franciaország |

| KA                   | 1  | Rui Patrício 120+3'         |
| JV                   | 21 | Cédric 34'                  |
| KV                   | 3  | Pepe                        |
| KV                   | 4  | José Fonte                  |
| BV                   | 5  | Raphaël Guerreiro 96'       |
| VKP                  | 14 | William Carvalho 98'        |
| JSZ                  | 16 | Renato Sanches 78'          |
| TKP                  | 23 | Adrien Silva 66'            |
| BSZ                  | 10 | João Mário 63'              |
| CS                   | 17 | Nani                        |
| CS                   | 7  | Cristiano Ronaldo (csk) 25' |
| Cserék:              |    |                             |
| CS                   | 20 | Ricardo Quaresma 25'        |
| TKP                  | 8  | João Moutinho 66'           |
| CS                   | 9  | Éder 78'                    |
| Szövetségi kapitány: |    |                             |
| Fernando Santos      |    |                             |

| KA                   | 1  | Hugo Lloris (csk)       |
| JV                   | 19 | Bacary Sagna            |
| KV                   | 21 | Laurent Koscielny 107'  |
| KV                   | 22 | Samuel Umtiti 80'       |
| BV                   | 3  | Patrice Evra            |
| JKP                  | 18 | Moussa Sissoko 110'     |
| KKP                  | 15 | Paul Pogba 115'         |
| KKP                  | 14 | Blaise Matuidi 96'      |
| BKP                  | 8  | Dimitri Payet 58'       |
| TKP                  | 7  | Antoine Griezmann       |
| CS                   | 9  | Olivier Giroud 78'      |
| Cserék:              |    |                         |
| BKP                  | 20 | Kingsley Coman 58'      |
| CS                   | 20 | André-Pierre Gignac 78' |
| JKP                  | 11 | Anthony Martial 110'    |
| Szövetségi kapitány: |    |                         |
| Didier Deschamps     |    |                         |

| A mérkőzés játékosa: Pepe (Portugália) Asszisztensek: Simon Beck (angol) Jake Collin (angol) Negyedik játékvezető: Kassai Viktor (magyar) Asszisztensek (alapvonal): Anthony Taylor (angol) Andre Marriner (angol) Tartalék játékvezető: Ring György (magyar) |

| A 2016-os labdarúgó-Európa-bajnokság győztese |
| · Portugália · 1. cím                         |

### Statisztika
|                    | POR | FRA |
| ------------------ | --- | --- |
| Gól                | 0   | 0   |
| Összes lövés       | 4   | 7   |
| Kapura tartó lövés | 0   | 3   |
| Védés              | 3   | 1   |
| Labdabirtoklás     | 45% | 55% |
| Szöglet            | 2   | 3   |
| Szabálytalanság    | 2   | 2   |
| Les                | 0   | 0   |
| Sárga lap          | 1   | 0   |
| Piros lap          | 0   | 0   |

|                    | POR | FRA |
| ------------------ | --- | --- |
| Gól                | 0   | 0   |
| Összes lövés       | 2   | 10  |
| Kapura tartó lövés | 1   | 4   |
| Védés              | 4   | 2   |
| Labdabirtoklás     | 48% | 52% |
| Szöglet            | 1   | 3   |
| Szabálytalanság    | 7   | 4   |
| Les                | 0   | 1   |
| Sárga lap          | 1   | 1   |
| Piros lap          | 0   | 0   |

|                    | POR | FRA |
| ------------------ | --- | --- |
| Gól                | 1   | 0   |
| Összes lövés       | 3   | 1   |
| Kapura tartó lövés | 2   | 0   |
| Védés              | 0   | 1   |
| Labdabirtoklás     | 48% | 52% |
| Szöglet            | 2   | 3   |
| Szabálytalanság    | 3   | 7   |
| Les                | 1   | 1   |
| Sárga lap          | 4   | 3   |
| Piros lap          | 0   | 0   |

|                    | POR | FRA |
| ------------------ | --- | --- |
| Gól                | 1   | 0   |
| Összes lövés       | 9   | 18  |
| Kapura tartó lövés | 3   | 7   |
| Védés              | 7   | 3   |
| Labdabirtoklás     | 47% | 53% |
| Szöglet            | 5   | 9   |
| Szabálytalanság    | 12  | 13  |
| Les                | 1   | 2   |
| Sárga lap          | 6   | 4   |
| Piros lap          | 0   | 0   |